# Węgierski magnat
Węgierski magnat (węg. Egy magyar nábob) – powieść wydana w 1854 roku, węgierskiego pisarza Móra Jókaiego. Powieść powstała w latach 1853–1854. Ukazuje ona społeczeństwo węgierskie w pierwszym ćwierćwieczu XIX stulecia, łącząc realizm w ujęciu postaci i środowiska z anegdotą historyczną i niezwykle urozmaiconą, barwną fabułą. 

## Fabuła
Powieść zaczyna się w 1822 roku. Starzejący się i bardzo bogaty węgierski magnat János Kárpáthy, którego okoliczny lud przezwał „Panem Jancsim”, prowadzi życie rozpustne i beztroskie . Jego młody siostrzeniec, Abellin Kárpáthy, lekkoduch i próżniak, czeka na śmierć stryja, aby odziedziczyć wielką fortunę. Jest bardzo pewny siebie i pozbawiony wszelkich skrupułów jako jedyny spadkobierca. Dobre samopoczucie młodzieńca burzy nagła przemiana stryja, której powodem stała się piękna i skromna młoda kobieta.  
Węgierski magnat to klasyczna powieść realistyczna. Ukazuje obraz węgierskiej arystokracji oraz panującej wśród niej modę i obyczaje. Wielowątkowa fabuła, w której nie brakuje zarówno wzruszających, jak i zabawnych momentów, doskonale oddaje nastrój epoki, a przedstawione przez autora losy bohaterów składają się na wciągający obraz dziewiętnastowiecznych Węgier, ich historii i kultury.

## W kulturze
W 1966 roku na kanwie powieści powstał film Węgierski magnat w reżyserii Zoltána Várkonyi. 